# Émilie Gamelin
Pour les articles homonymes, voir Gamelin (homonymie).
Émilie Gamelin, née Tavernier (Montréal, 19 février 1800 - Montréal, 23 septembre 1851), est une laïque canadienne, fondatrice des Sœurs de la Providence de Montréal, la première congrégation religieuse canadienne-française du Canada-Uni, et reconnue bienheureuse par l'Église catholique. 
Impliquée auprès des patriotes emprisonnés à la suite de la rébellion de 1837-1838, à qui elle rend visite pour les réconforter, elle s'implique aussi dès sa jeunesse auprès des pauvres, des malades, des infirmes et des autres indigents de Montréal, contribuant ainsi de façon importante au développement des œuvres caritatives du Canada-Uni. Avec ses consœurs, elle s'illustre plus particulièrement durant les épidémies qui frappent Montréal au milieu du XIXe siècle.

## Biographie

### Milieu familial et enfance
Marie-Émilie-Eugène Tavernier, fille du voiturier Antoine Tavernier et de Marie-Josephte Maurice, naît à Montréal le 19 février 1800. Elle est la dernière d’une famille de quinze enfants, dont neuf sont déjà décédés au moment de sa naissance. Elle manifeste dès son enfance une grande sensibilité envers le sort des nécessiteux, grâce à sa mère, qui aide ceux qui viennent frapper à sa porte. Celle-ci meurt en 1804, alors qu'Émilie n'est âgée que de quatre ans. Puisqu'on considère alors qu'un homme seul n'est pas en mesure de s'occuper de jeunes enfants, Émilie est confiée, selon les volontés de sa mère, aux soins de sa tante Marie-Anne Tavernier et de son oncle Joseph Perrault, qui ont déjà quatre enfants. Joseph meurt l'année suivante, le 28 juillet 1805, mais laisse à sa veuve un héritage qui lui permet de vivre confortablement.

### Éducation
Durant les premières années, sa tante se charge de son éducation. Elle étudie ensuite au pensionnat des Sœurs de la Congrégation Notre-Dame de 1810 à 1815, où elle « reçoit une instruction au-dessus de la moyenne pour l'époque ». On entend y former de « bonnes chrétiennes et des ménagères accomplies ». Émilie y apprend les bases de l'écriture et de la lecture. Elle reçoit également une formation religieuse (catéchisme et histoire sainte) et est initiée à la couture et à la broderie. C'est dans cet établissement qu'elle prépare sa première communion, qui aura lieu le 10 mai 1810 à l'église Notre-Dame. Le 28 août suivant, elle reçoit sa confirmation. C'est l'évêque de Québec, Mgr Joseph-Octave Plessis, qui préside la cérémonie.

### Jeunesse et mariage

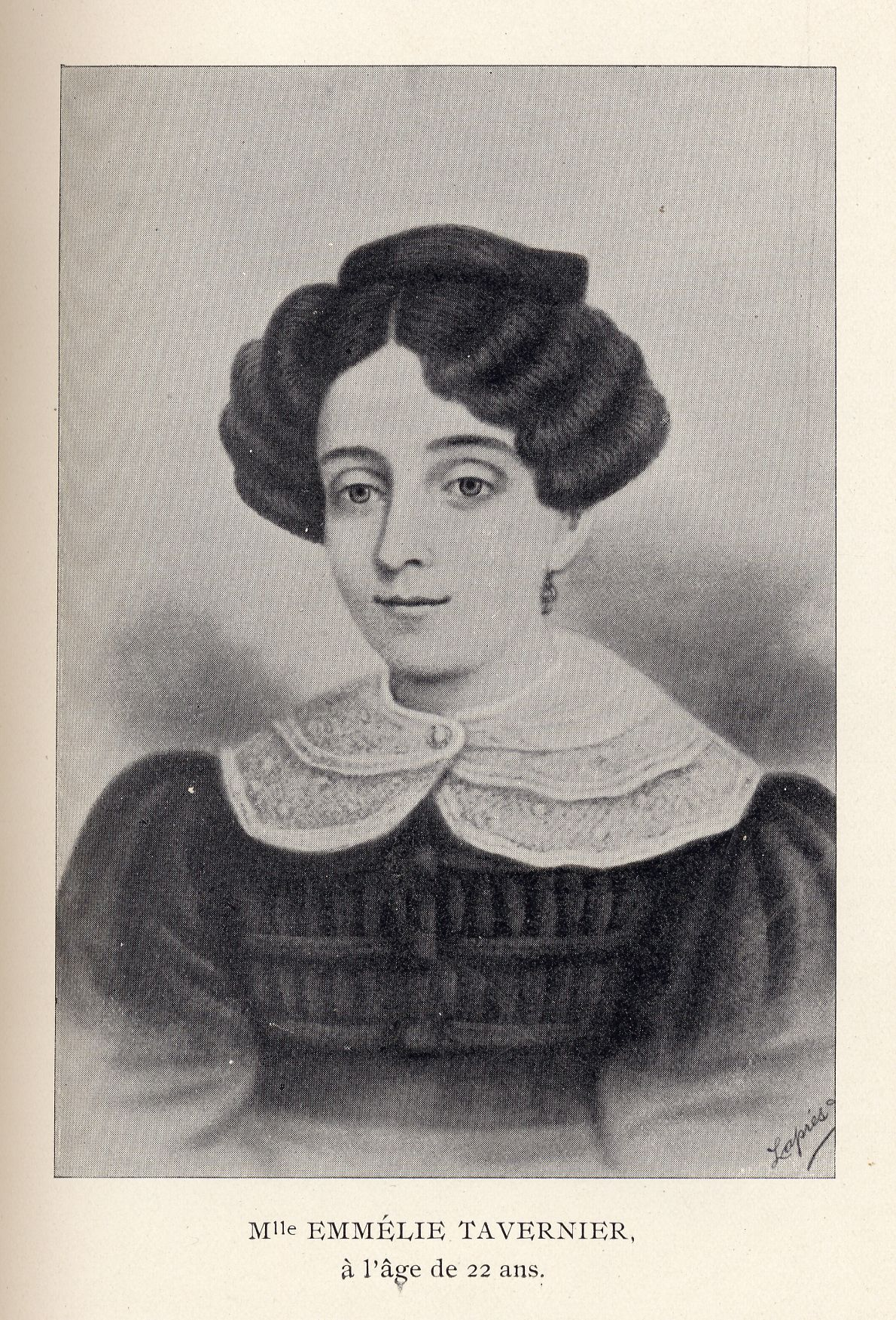
Émilie Gamelin à l'âge de 22 ans.

Émilie est âgée de 14 ans lorsque son père meurt, en 1814. Elle continue d'habiter chez sa tante mais c'est son frère François qui obtient sa tutelle. Le 17 octobre 1818, sa belle-sœur Louise décède. À dix-huit ans, Émilie s'installe donc chez son frère, qui est aubergiste, pour l'aider. Elle accueille avec compassion les pauvres qui s’y présentent, dans une pièce aménagée en salle à manger et qu'elle désigne comme « la table du roi ». Lorsque son frère se remarie, en avril 1819, elle retourne habiter chez sa tante, mais la santé de celle-ci ne lui permettant plus de prendre soin d'Émilie, elle la confie à sa fille aînée, Agathe Perrault, veuve de Maurice Nowlan, un lieutenant dans l'armée britannique décédé durant la guerre anglo-américaine, en 1813. Les deux femmes deviennent très proches. À l’été 1819, Marie-Anne envoie Émilie à Québec pour aider bénévolement une autre cousine qui a plusieurs jeunes enfants. Elle revient à Montréal au printemps 1822 pour assister aux funérailles de sa tante Marie-Anne.
En 1823, Émilie épouse Jean-Baptiste Gamelin, de vingt-sept ans son aîné, un homme d'affaires montréalais qui partage la même foi et les mêmes valeurs qu'elle. Après le mariage, qui a lieu le 4 juin 1823, le couple s'installe dans la maison de Jean-Baptiste, située dans le faubourg Saint-Antoine. Un jeune homme déficient mental, Dodais, y habite aussi. Il a sauvé la vie à Jean-Baptiste plusieurs années auparavant. Émilie vit en harmonie avec son époux qui l'associe à ses affaires et à ses œuvres de charité. Un premier enfant naît du couple en mai 1824. De son union, elle aura 3 enfants qui décèdent tous en bas âge, le dernier durant l’été 1828. Jean-Baptiste meurt quatre ans plus tard, laissant Émilie veuve. Après le décès de son époux, elle continue, à la demande de ce dernier, de prendre soin de Dodais.

### Œuvres charitables
Particulièrement éprouvée par la mort de son mari et de ses trois enfants, sa foi profonde l'aide à surmonter ces épreuves. Sur le conseil de Mgr Jean-Jacques Lartigue, évêque auxiliaire de Montréal depuis 1821, et de Jean-Baptiste Bréguier, son confesseur, elle s'intéresse de plus près aux œuvres caritatives, avec lesquelles elle est déjà familière. Son mari l'ayant pourvu à son décès d'un héritage considérable, elle peut venir en aide à son gré aux plus démunis, qu'elle réconforte lors de visites à domicile ou héberge chez elle. À partir de la fin des années 1820, Émilie s'active au sein de plusieurs organisations caritatives. Elle est membre d'un groupe de 50 femmes qui, le 13 décembre 1827, fondent, à l’initiative d'Angélique Blondeau-Cotté, l'association des Dames de la Charité. Celle-ci a pour but « d’ouvrir une maison de charité où l’on offrirait aux miséreux des soupes, des vêtements et d’autres objets ». La même année, elle commence à participer aux activités de la Confrérie du bien public, qui aide les chômeurs à trouver du travail. En 1828, elle devient membre de la Confrérie de la Sainte-Famille.
Le sort des jeunes prostituées la préoccupe également. Avec les Dames de la Charité, elle participe en 1831 à la fondation d'un asile pour les « filles repenties ». Cette œuvre, soutenue par Mgr Lartigue, réussit à subsister financièrement grâce à l'influence d'Émilie, qui se dévoue afin de lever des fonds, même si cette institution devra éventuellement fermer ses portes en 1837. Elle est ainsi l'une des organisatrices, en février 1828, d'un premier bazar réunissant catholiques et protestants qui souhaite recueillir de l'argent pour les œuvres de charité de la ville.
Pour Émilie Gamelin, le soutien qu'on accorde aux femmes âgées, malades ou infirmes, demeure encore insuffisant. Elle en accueille quelques-unes chez elle, mais elle cherche bientôt une maison plus grande. Le nouveau curé de la paroisse Notre-Dame, Claude Fay, met à sa disposition une partie d’une maison du faubourg Saint-Laurent où elle peut inaugurer, le 4 mars 1830, un premier refuge qui peut accommoder une dizaine de personnes. Le refuge étant vite devenu trop petit pour ses besoins, elle loue un nouvel édifice l'année suivante. En 1841, il deviendra l'Asile de Montréal pour les femmes âgées et infirmes, dont elle assume la direction. Lors des épidémies de choléra de 1832 et 1834, elle n'hésite pas à aller visiter les malades et à réconforter les familles. En 1836, la maison du faubourg Saint-Laurent ne suffisant, encore une fois, plus pour ses besoins, Émilie Gamelin en obtient une autre de l'homme d'affaires Antoine-Olivier Berthelet située sur la rue Sainte-Catherine. Cette nouvelle « Maison de la Providence » sera appelée communément la « Maison jaune ».

### Auprès des patriotes emprisonnés

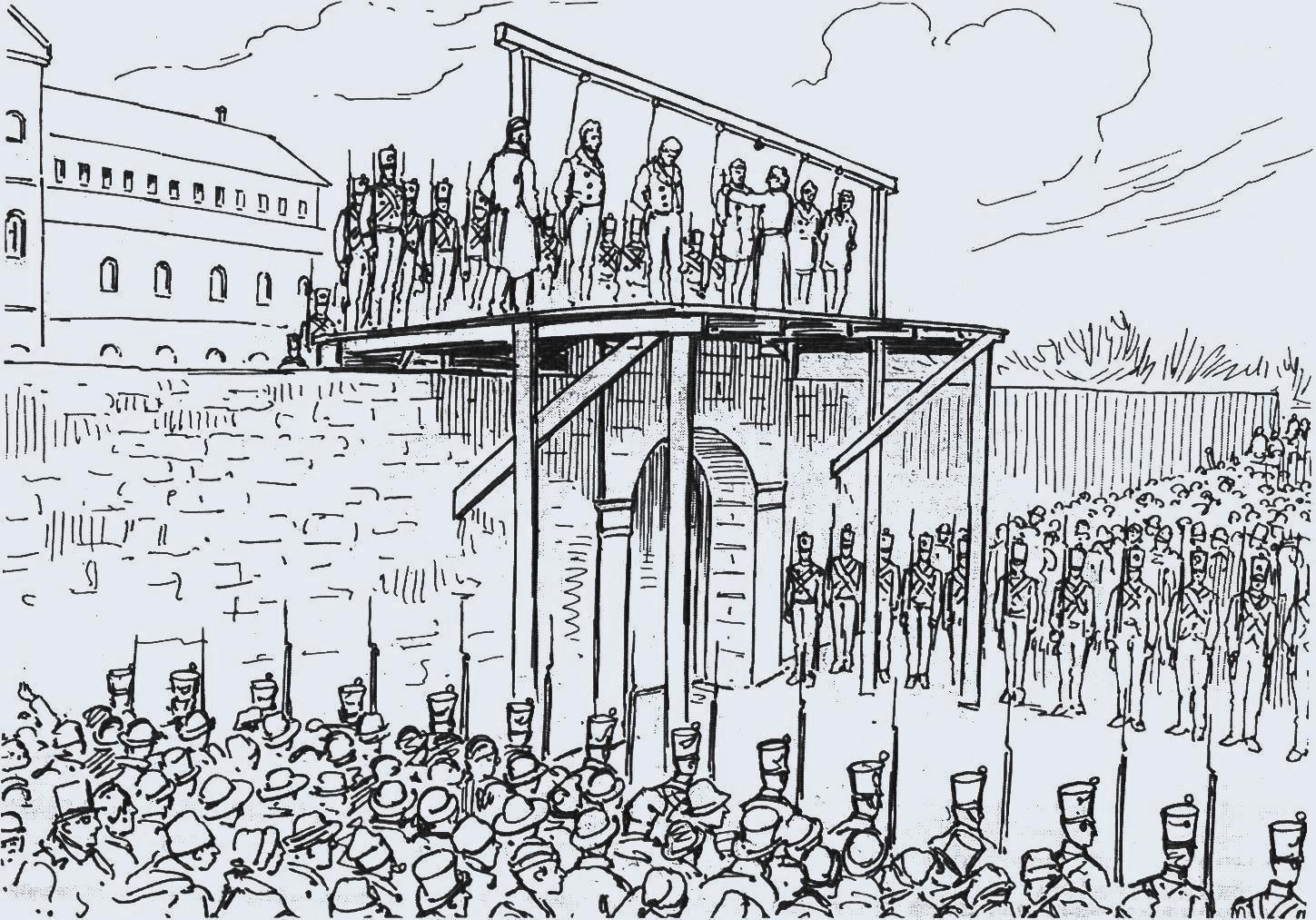
Des patriotes exécutés à Montréal en 1839, d'après un croquis d'Henri Julien.

Le contexte politique des années 1830, particulièrement tendu, mène à la rébellion des patriotes de 1837-1838. Déjà sensible au sort des prisonniers et prisonnières de la ville, Émilie obtient l'autorisation de rendre visite aux patriotes incarcérés à la prison Au Pied du Courant, auxquels toute visite est normalement interdite. Elle les écoute, leur lit des textes à caractère spirituel et leur apporte « de la soupe et autres soulagemens ». Elle introduit clandestinement dans la prison le courrier adressé à ces prisonniers ainsi que diverses marchandises, et même des enfants des prisonniers en les faisant passer pour ses assistants. Elle prie aussi avec eux.
Denis-Benjamin Viger évoque, dans ses mémoires, le rôle joué par Émilie auprès des prisonniers : « Ceux qui se trouvaient dans la pénurie ne devaient les moyens d’adoucir l’amertume de leurs privations qu’à des secours obtenus des citoyens, surtout par les soins de Dames de Montréal dont la conduite est au dessus de tout éloge, en particulier Mmes veuves Gamelin et Gauvin, qui recueillaient ces produits de la charité, qu’elles venaient distribuer plusieurs fois par semaine, aux habitans de ce séjour de douleur ». En plus de soutenir les prisonniers politiques, elle fait, durant ces visites qui durent jusqu'en 1839, tout ce qu'elle peut pour consoler les veuves des condamnés à mort. Fatiguée par ses œuvres auprès des prisonniers, Émilie Gamelin contracte la fièvre typhoïde en 1838, mais retrouve la santé et parvient à poursuivre ses activités.

### Fondation des Sœurs de la Providence
En 1840, Mgr Ignace Bourget est nommé évêque de Montréal après la mort de Mgr Jean-Jacques Lartigue. Il désire dès lors faire venir de France des Filles de la Charité de Saint-Vincent de Paul pour diriger l'œuvre fondée par Émilie Gamelin. Il les rencontre à Paris alors qu'il est en route pour Rome, en 1841. À Montréal, durant l'absence de l'évêque, Émilie entreprend des démarches auprès du gouvernement pour doter sa fondation d'une charte civile. La Maison de la Providence reçoit sa charte en septembre 1841, et la corporation tient une première réunion le mois suivant. Le 27 octobre, lors de la première assemblée générale de la corporation, Émilie Gamelin est élue directrice. Durant cette réunion, la question de l'achat d'un terrain pour la construction d'une nouvelle maison est discutée. Peu après, en novembre 1841, l'œuvre est dotée d'une structure religieuse par l'évêque de Montréal et est intégrée aux institutions du diocèse.

Le nouvel Asile de la Providence sera construit en grande partie grâce à Mgr Bourget et à Émilie Gamelin, qui sollicitent des dons pour en défrayer les coûts. Malgré l'annonce de la venue prochaine des Sœurs de la Charité, Émilie n'entend pas délaisser son œuvre. Le 2 février 1842, elle fait le vœu de consacrer sa vie aux pauvres, offre à la corporation un terrain acheté quelques années plus tôt, et vend sa propriété située dans le faubourg Saint-Antoine pour financer la construction du nouvel asile, sa dernière propriété à Montréal. L'asile ouvre enfin ses portes à Montréal en mai 1843, aux angles des rues Sainte-Catherine et Saint-Hubert, sur le site de l'actuelle place Émilie-Gamelin. 

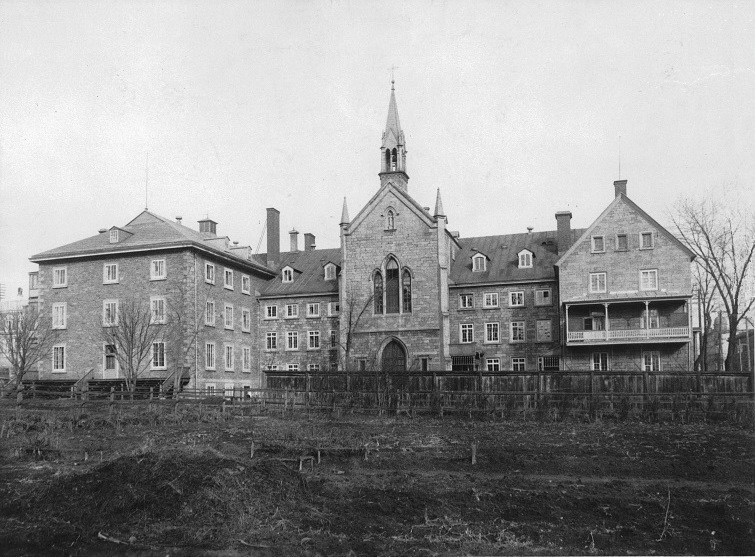
Maison-mère et chapelle des Sœurs de la Providence, vers 1890.

Quand on apprend que les sœurs françaises ne viendront finalement pas s'établir à Montréal, Mgr Bourget décident de fonder une nouvelle congrégation religieuse, la première typiquement montréalaise. L'organisation du noviciat est confiée au chanoine Jean-Charles Prince, un proche collaborateur de l'évêque de Montréal. Le 25 mars 1843, six novices - parmi lesquelles on compte les deux assistantes d'Émilie Gamelin - entrent chez les Filles de la Charité Servantes des Pauvres, plus communément appelées Sœurs de la Providence. Elles s'installent dans la Maison jaune.
Dès la création de la congrégation, Mgr Bourget impose une distinction claire entre Émilie Gamelin, qui demeure laïque, et les religieuses, dont la direction est confiée à son ancienne assistante, sœur Vincent, qui est nommée adjointe du chanoine Prince. Il s'agit d'une décision mûrement réfléchie de la part de l'évêque, qui désirait éviter que la communauté échappe au contrôle de l'évêché en étant dirigée par une femme laïque. Durant son épiscopat, il en fit autant auprès d'une vingtaine de nouvelles congrégations religieuses, comme les Sœurs de la Miséricorde, qu'il a placé sous son autorité directe. Il se confia à ce sujet après la mort d'Émilie Gamelin en 1851:  

« Lorsque les premières sœurs prirent le saint habit, elle s'étoit imaginée qu'elle seroit en qualité de fondatrice, la Mère de toutes, sans cesser d'être du monde, auquel alors elle ne songoit nullement à renoncer. Je me souviens [...] des cruelles angoisses par lesquelles je la fis passer [...] en l'empêchant de faire aucun acte d'autorité »

Quelques mois plus tard, refusant d'abandonner son œuvre, Émilie Gamelin, qui n'avait jusqu'alors jamais songer à devenir religieuse, prit la décision d'entreprendre son noviciat. À la demande de Mgr Bourget, elle effectue une visite des maisons de la communauté des Filles de Saint-Vincent de Paul à New York et à Boston, fondée quelques décennies plus tôt par Elizabeth Ann Seton, afin de se familiariser avec la gestion d'une congrégation religieuse. De retour à Montréal, elle est admise au noviciat le 8 octobre 1843. Avec les six autres novices, elle fait profession le 29 mars 1844. En octobre suivant, quelques mois seulement après sa profession, Émilie Gamelin est élue supérieure de la congrégation.

### Développement de l’œuvre des Sœurs de la Providence
La réputation de mère Émilie Gamelin attire rapidement de nouvelles novices, ce qui contribue à l'expansion rapide de la congrégation durant ses premières années d'existence. En 1845, elle compte déjà 28 sœurs en formation. L'asile, inauguré en 1843 et qui doit déjà être agrandit, comporte un orphelinat à partir de 1844 et accueille une foule de nécessiteux, dont des pensionnaires, des aliénés et des prêtres âgés ou infirmes. On y héberge aussi des filles de service à domicile qui, souvent originaires de la campagne, arrivent à Montréal pour chercher du travail.
Dès lors, les Sœurs de la Providence sont très actives dans la région de Montréal. Sous la direction d'Émilie Gamelin, elles fondent de nombreuses institutions à vocation caritative ou éducative. À la demande de Mgr Bourget, elles participent d'abord à la création en 1844 à Montréal, dans l'ancien faubourg Saint-Jacques, de l'Hospice Saint-Joseph-de-la-Providence pour héberger les prêtres âgés, infirmes ou en fin de vie. En 1845, elles ouvrent une école primaire dans l'ancien village de Longue-Pointe, toujours sur l'île de Montréal, sur un terrain cédé par la fabrique de la paroisse locale. C'est sur ce terrain qu'est créée le couvent Saint-Isidore qui, outre une école, compte aussi une ferme.

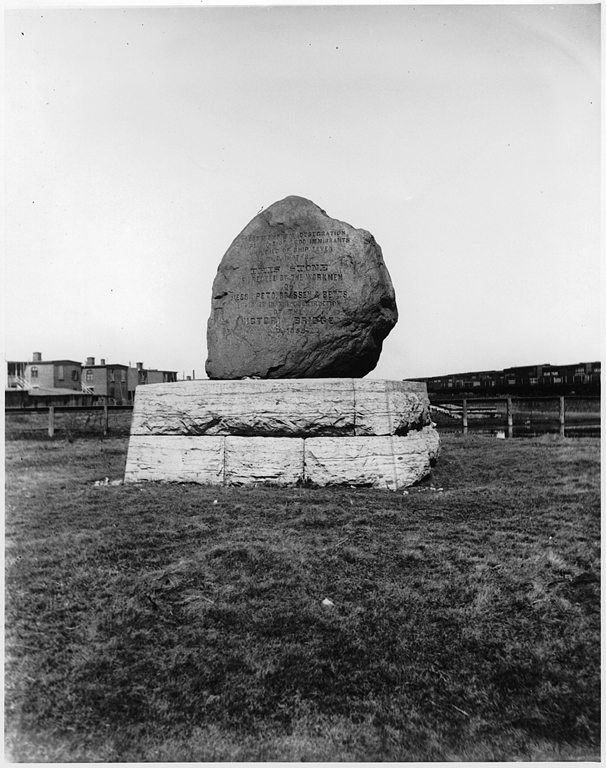
Pierre commémorative dédiée aux immigrants irlandais décédés durant l'épidémie de typhus de 1847 (Pointe-Saint-Charles, Montréal).

En 1846, la congrégation accepte d'administrer la Maison de la Providence à La Prairie, sur la rive-sud de Montréal, fondée quatre ans auparavant par les Dames de la charité pour prendre soin des pauvres. Fortement sollicitées, elle accepte aussi, en septembre 1847, de prendre en charge l'école Saint-Jacques pour les jeunes filles, fondée vingt ans plus tôt par l'évêque de Montréal, Mgr Lartigue. À la fin de la décennie, en 1849, les Sœurs de la Providence font construire un couvent à Sainte-Élisabeth, dans la région de Lanaudière. L'année suivante, un autre couvent est fondé à Sorel. En 1851, alors qu'Émilie Gamelin revient d'un voyage aux États-Unis, elle fonde une école pour sourdes et muettes, qui deviendra plus tard l'Institut des Sourdes-Muettes de Montréal. L'école est d'abord hébergée dans les locaux de l'Asile de la Providence, qui accueillait des sourdes et des muettes depuis déjà quelques années. La mère supérieure confie cette nouvelle institution aux soins de sœur Marie-de-Bon-Secours. La même année, l'école est transférée à la mission Saint-Isidore, à Longue-Pointe, où elle demeure jusqu'en 1858, année de son déménagement à l'Hospice Saint-Joseph-de-la-Providence. Ce n'est qu'en 1863 que les Sœurs de la Providence obtiennent un terrain sur la rue Saint-Denis, à Montréal, pour fonder l'Institut des sourdes-muettes, qui voit le jour l'année suivante.
Ces établissements marquent une certaine réorientation de la mission de la congrégation qui, jusqu'alors, n'était « pas l'éducation, mais la charité ». La vocation caritative n'est cependant pas reléguée au second plan. En 1847, une épidémie de typhus éclate sur les navires transportant des immigrants irlandais, qui sont mis en quarantaine sur les quais de Grosse-Île, près de la ville de Québec, où des milliers de gens meurent. Ceux qui parviennent à Montréal sont mis en quarantaine dans des entrepôts de Goose Village, dans l'actuel quartier de Pointe-Saint-Charles, où environ 6000 Irlandais décèdent. Les Sœurs de la Providence finiront par remplacer les Sœurs Grises, durement éprouvées par la maladie, pour s'occuper des malades. Alors que l'épidémie fait rage, emportant sept Sulpiciens, cinq Sœurs Grises, trois Hospitalières et trois Sœurs de la Providence, on transforme une maison située dans l'actuel quartier du Mile End pour abriter et soigner les orphelins irlandais, avec l'aide de l'évêque de Montréal, qui obtient une subvention du gouvernement. Cette maison, renommée Hospice Saint-Jérôme-Émilien, deviendra en 1852 l'Hôpital Saint-Patrice, nommé en l'honneur de saint Patrick, l'évangélisateur des Irlandais. En 1849, alors qu'une épidémie de choléra frappe Montréal, les Sœurs de la Providence ouvrent l'Hôpital Sainte-Camille. La même année, sœur Thérèse de Jésus, entrée dans la congrégation en 1846, est chargée de la direction de ces deux établissements.

### Mort

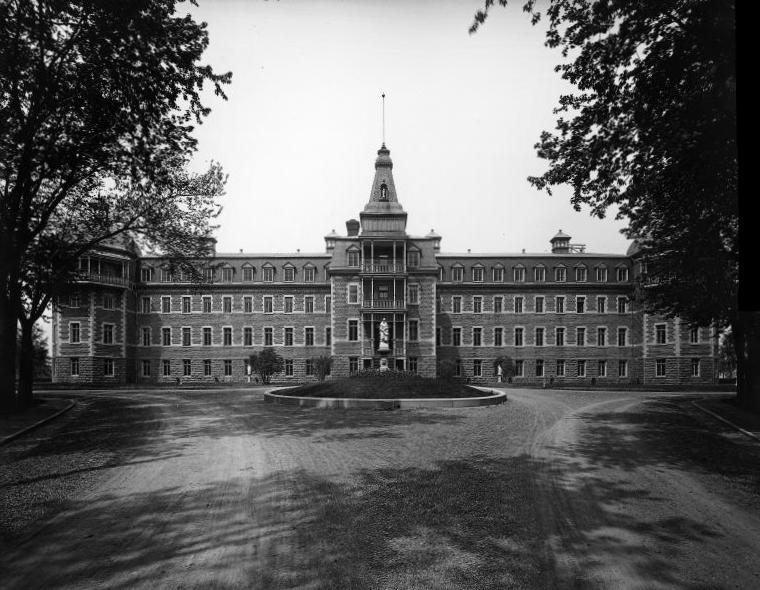
L'Asile de Longue-Pointe (1911).

Vers la fin de sa vie, Émilie Gamelin entame le projet de fonder un établissement pour soigner les problèmes de santé mentale. Depuis 1845, il existait déjà, dans les jardins de l'Asile de la Providence, une petite maison réservée aux soins et à l'hébergement des « aliénés ». Après l'épidémie de choléra de 1849, Émilie mûrie cependant un projet plus ambitieux, dont elle fait part à Louis-Hyppolyte La Fontaine, alors premier ministre du Canada-Est. En 1850, elle se rend aux États-Unis afin d'y étudier le fonctionnement des institutions de soins de santé mentale. Durant ce voyage, elle se rend de nouveau auprès des Sœurs de la Charité, qui l'avaient accueillie quelques années auparavant. Le projet d'ouvrir un hôpital de soins de santé mentale ne verra cependant pas le jour de son vivant. Il sera néanmoins réalisé en 1873 par une de ses consœurs, sœur Thérèse de Jésus, avec la création de l'asile de Saint-Jean-de-Dieu dans le village de Longue-Pointe, sur les terrains du couvent Saint-Isidore. L'asile est renommée hôpital Louis-H.-Lafontaine en 1976. Il est aujourd'hui connu sous le nom d'Institut universitaire en santé mentale de Montréal.
Au début de 1851, Émilie Gamelin prépare une visite des nouvelles maisons de la congrégation. Depuis leur création quelques années auparavant, les Sœurs de la Providence ont connu un important développement. L'Asile de la Providence, à Montréal, compte alors 43 professes, 15 novices et 10 postulantes, en plus d'héberger 70 dames âgées et infirmes, 70 orphelins et 32 dames pensionnaires. Les couvents de Sainte-Élisabeth et de Sorel comptent chacun quatre professes.
C'est à ce moment qu'elle contracte le choléra, qui sévit de nouveau à Montréal. Dans la nuit du 23 septembre, peu après son retour de Sainte-Élisabeth, Émilie Gamelin s'éteint, entourée de ses consœurs et de Mgr Ignace Bourget.

## Héritage

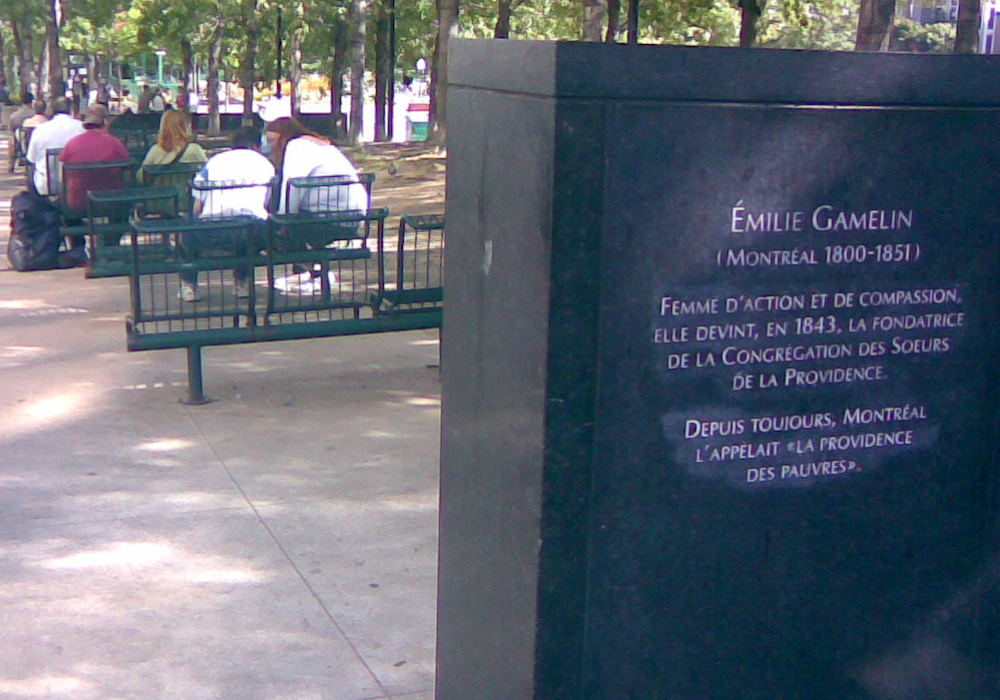
Monument commémoratif à la place Émilie-Gamelin.

Dans les décennies qui suivent la mort d'Émilie Gamelin, les Sœurs de la Providence connaissent une expansion rapide, au Québec comme à l'étranger. En 1851, elles s'installent dans le village de l'Industrie (aujourd'hui Joliette), puis fondent un couvent à Mascouche en 1855. Elles s'installent ensuite sur l'île Jésus (aujourd'hui Laval) en 1858, à Coteau-du-Lac en 1863, à Beloeil en 1869, à L'Assomption en 1870, à Yamachiche en 1871, à Lanoraie en 1874, à Terrebonne en 1878, à Salaberry-de-Valleyfield en 1884, à Saint-André Avellin en 1890 et enfin à Sainte-Thérèse-de-Blainville en 1892. Ce développement ne se limite d'ailleurs pas à la fondation de couvents. En 1893, cinquante ans après sa fondation, la congrégation compte pas moins de 60 institutions parmi lesquelles, outre leurs maisons, on retrouve des résidences pour personnes âgées et infirmes, des écoles, des pensionnats, des orphelinats et des hôpitaux. Vingt ans plus tard, en 1913, la congrégation dirige 91 institutions au Canada et aux États-Unis.
Les efforts des Sœurs de la Providence sont les plus tangibles en ce qui a trait aux soins de santé. À Montréal, par exemple, de nombreuses institutions ont été fondées par la congrégation. On compte  notamment l'Hôpital des Incurables, construit en 1897 par des dames laïques pour accueillir les tuberculeux et dont les sœurs reprennent l'administration en 1902 pour le transférer dans un bâtiment du quartier Notre-Dame-de-Grâce. L'hôpital, partiellement détruit en 1923, sera transféré en 1926 dans un nouvel édifice à Cartierville, un immense lieu pouvant accueillir près de 1000 patients. Il prendra alors le nom d'Hôpital du Sacré-Coeur. Outre l'Hôpital Saint-Jean-de-Dieu, on retrouve aussi à Montréal, l'Hôpital en santé mentale de Rivière-des-Prairies, fondé en 1950 et annexé à l'Hôpital Saint-Jean-de-Dieu en 1954, le Centre hospitalier de Lachine, fondé sous le nom d'Hôpital Saint-Joseph en 1913, et l'Hôpital Général du Christ-Roi de Verdun, dont les religieuses reprennent la gestion en 1933.

Façade originale de l'Hôpital du Sacré-Coeur.

Ces œuvres ne se limitent pas au Bas-Canada et s'étendent à l'étranger dès la première décennie d'existence de la congrégation. En 1853, alors qu'elles reviennent de l'Oregon, sœur Bernarda Morin et quatre autres religieuses font une escale à Valparaíso, au Chili, où elles décident de s'installer à la demande de l'évêque de Santiago de Chile. En 1880, par décret du pape, les Sœurs de la Providence du Chili (ou Hermanas de la Providencia de Chile) se séparent de la communauté montréalaise pour former leur propre congrégation, dont les constitutions sont approuvées par Pie X en 1905.
À la même époque, les Sœurs de la Providence entament leur expansion aux États-Unis. En 1854, elles fondent un orphelinat à Burlington, dans le Vermont. Elles s'installent aussi en 1856 dans le nord-ouest américain, où elles fondent l'année suivante le premier hôpital de Vancouver, dans le territoire de Washington. À partir du nord-ouest des États-Unis, les Sœurs de la Providence rejoignent le Montana, l'Idaho, l'Oregon, la Californie, l'Alaska et le nord-ouest canadien. En 1886, elles fondent un hôpital à New Westminster, en Colombie-Britannique, avant de s'installer dans l'ouest canadien, en Alberta, en Saskatchewan et au Manitoba, grâce à un afflux de sœurs venues de Montréal. Plus à l'est, elles forment et instruisent les religieuses d'une nouvelle communauté, les Sœurs de la Providence de Saint-Vincent-de-Paul, fondées à Kingston en 1861. Elles en font de même avec les membres d'une nouvelle congrégation, les Sœurs de Notre-Dame-des-Sept-Douleurs, fondées en 1887 par des jeunes filles résidentes de l'Institut des Sourdes-Muettes désirant entrer en religion.
Encore aujourd'hui, les Sœurs de la Providence et les communautés qu'elles ont fondées poursuivent leurs œuvres caritatives et médicales dans plusieurs pays (Canada, États-Unis, Salvador, Haïti, Chili, Argentine, Philippines, Cameroun et Égypte). Leur maison-mère se situe toujours à Montréal, à Cartierville. Le Centre international des Sœurs de la Providence abrite entre autres le Centre Émilie-Gamelin et le Musée des Sœurs de la Providence.

## Cause pour la canonisation d'Émilie Tavernier-Gamelin

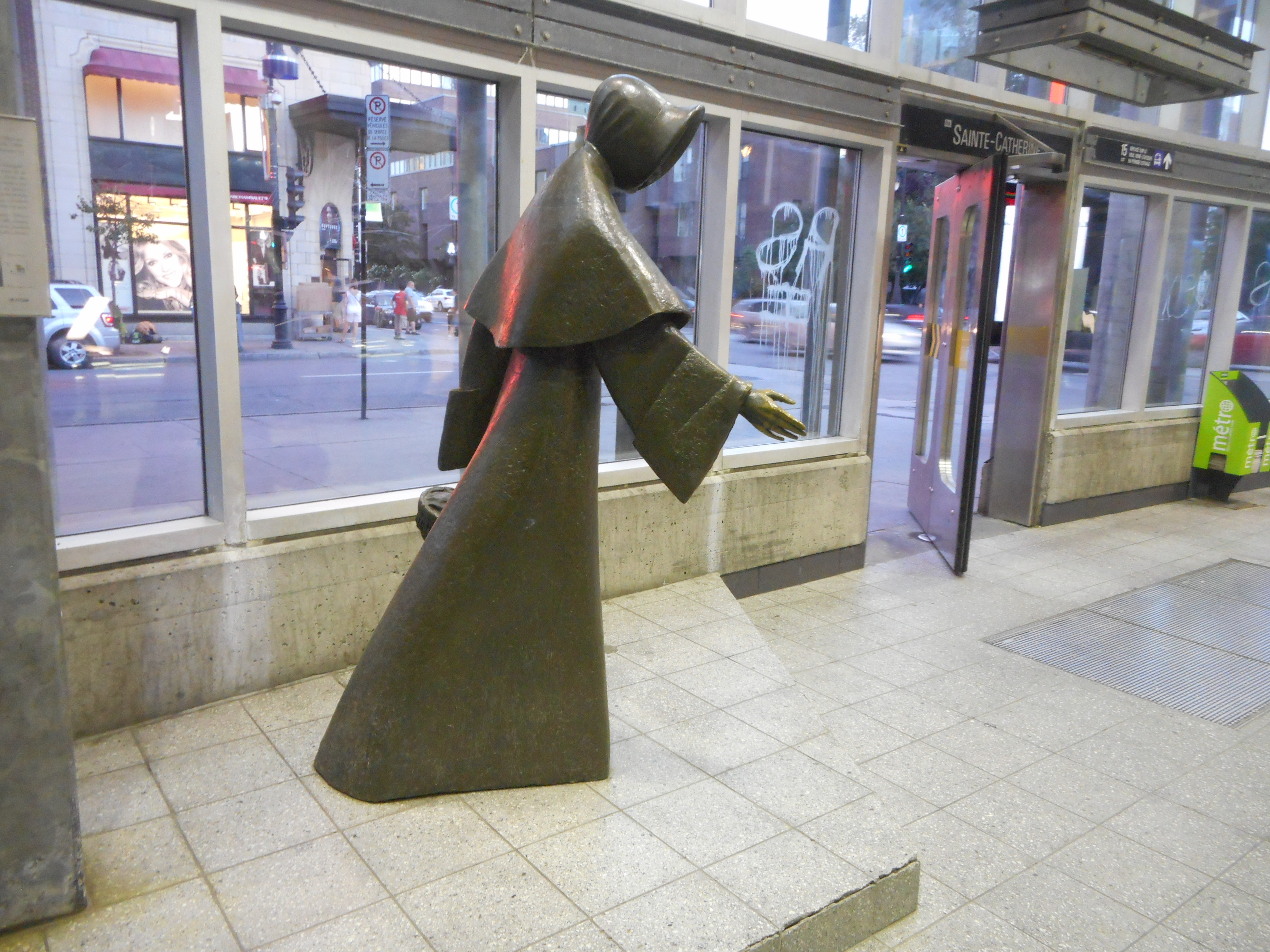
Sculpture d'Émilie Gamelin par Raoul Hunter située dans l'un des édicules de la station de métro Berri-UQAM, à Montréal.

En 1960, 109 ans après sa mort, le Bureau de la cause d'Émilie Gamelin est fondé par les Sœurs de la Providence, avec pour objectif la préparation d'un dossier de canonisation. Le 31 mai 1981, la cause d'Émilie Gamelin est officiellement introduite à l'Archidiocèse de Montréal, à la suite de quoi elle est proclamée Servante de Dieu, la première des quatre étapes sur le chemin de la sainteté de l’Église catholique. En 1983, la Commission historique achève son examen des documents pertinents à la cause, et des témoins des miracles d'Émilie Gamelin sont entendus par un tribunal diocésain. Une positio pour soutenir la canonisation d'Émilie Gamelin est déposée en 1989 auprès de la Congrégation pour les Causes des Saints, à Rome. Le 23 décembre 1993, le pape Jean-Paul II, en reconnaissance des vertus d'Émilie Gamelin, la proclame Vénérable.
En 1997, à la suite d'une enquête diocésaine, le dossier médical de Yannick Fréchette, qui aurait été guéri de sa leucémie par l'intercession d'Émilie Gamelin en 1983, est soumis comme nouvelle preuve. L'examen de ce dossier, mené par des médecins romains, conclut en 1999 qu'il s'agit d'une guérison miraculeuse ne pouvant être expliquée par la médecine. Ce miracle est reconnu par le pape le 18 décembre 2000, et Émilie Gamelin est élevée au titre de Bienheureuse le 7 octobre 2001, ce qui autorise son culte public au Canada. Il s'agit de la dernière étape avant la canonisation.

## Hommages
- Montréal honore depuis quelques années son nom, le square Berri ayant été rebaptisé la place Émilie-Gamelin (1995). Elle est située entre les rues Berri et Saint-Hubert et fait face à la rue Sainte-Catherine, occupant l'ancien emplacement de l'Asile de la Providence (détruit en 1963). Déjà à un endroit très central de Montréal et voisin de l'UQAM, la place Émilie-Gamelin est devenue célèbre en 2012 en tant que point de départ d'une grande partie des manifestations du Printemps érable.
- Une statue à son effigie, sculptée par l’artiste Raoul Hunter, orne la sortie de la rue Sainte-Catherine au métro Berri-UQAM depuis l'an 2000.
- Selon la Commission de toponymie du Québec, il existe quatre rues au Québec qui portent son nom (Québec, Rivière-du-Loup, La Prairie et Joliette). À La Prairie, une école et un parc public rappellent sa mémoire. À Québec, la rue se nomme seulement Gamelin[41].